# رمی دو گورمون
رمی دو گورمون (به فرانسوی: Remy de Gourmont) نویسنده منتقد هنری قرن نوزدهم میلادی اهل فرانسه است.